# Минимальная поверхность Косты
Минимальная поверхность Косты — вложенная минимальная поверхность, обнаруженная в 1982 году бразильским математиком Селсо Жозе да Костой (порт. Celso José da Costa). Поверхность обладает конечной топологией, то есть она может быть образована проколом компактной поверхности. Топологически это трижды проколотый тор.
До открытия этой поверхности плоскость, геликоид и катеноид считались единственными минимальными поверхностями, которые могут быть образованы проколом компактной поверхности. Поверхность Косты образуется из тора, который деформируется, пока плоский конец не станет катеноидальным. Определение этих поверхностей на прямоугольных торах произвольной размерности даёт поверхность Косты. Обнаружение поверхности Косты послужило толчком к исследованию и открытию некоторых новых поверхностей и появлению открытых гипотез в топологии.
Поверхность Косты можно описать с помощью дзета-функции Вейерштрасса и эллиптических функций Вейерштрасса.